# 블라디미르 바르톨
블라디미르 바르톨(슬로베니아어: Vladimir Bartol, 1903년 2월 24일~1967년 9월 12일)은 슬로베니아의 소설가이다. 1938년에 발표한 소설이자 슬로베니아 문학 사상 가장 저명한 작품인 〈알라무트〉로 잘 알려져 있으며 여러 언어로 번역되었다.

## 작품
- 〈로페스〉(Lopez, 1932)
- 〈알라무트〉(Alamut, 1953)
- 〈트리에스테의 유머레스크〉(Tržaške humoreske, 1957)